# سفارة تونس لدى كينيا
سفارة تونس لدى كينيا هي البعثة الدبلوماسية لجمهورية تونس لدى جمهورية كينيا، وتقع بالعاصمة نيروبي.